# Heiligenschein

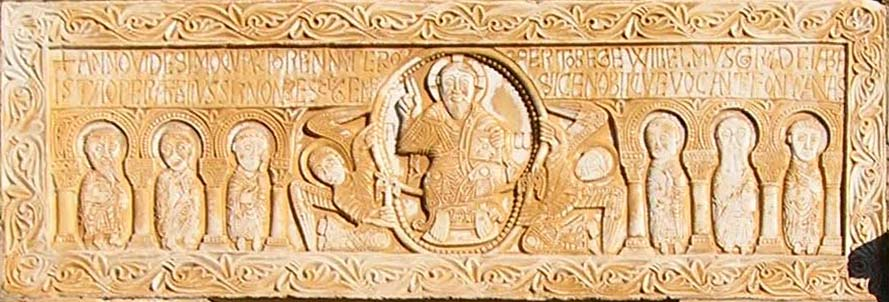
Christus in einer Mandorla und 6 der 12 Apostel mit „Aureole“, Türsturz der Abtei Saint-Génis-des-Fontaines (um 1020)

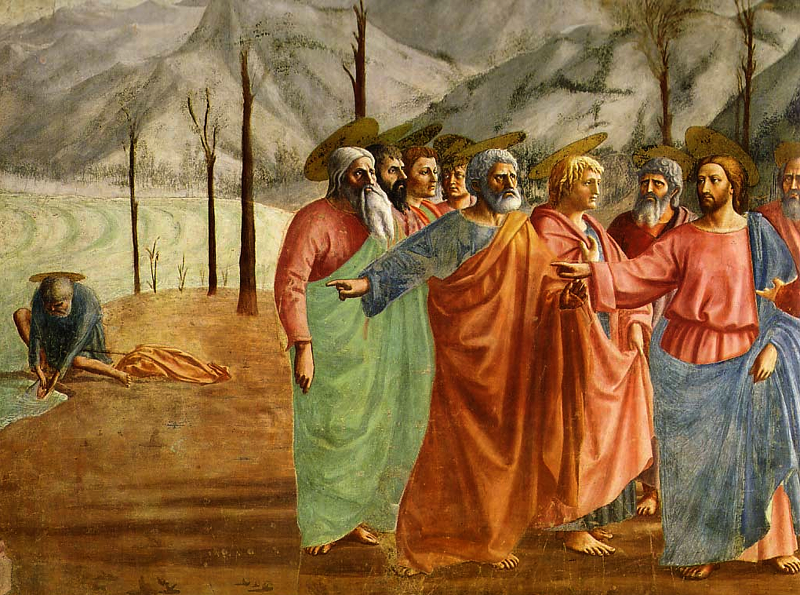
Jesus und 9 der 12 Apostel, Detail eines Freskos von Masaccio in der Kirche Santa Maria del Carmine (1427)

Der Heiligenschein, der Nimbus oder die Gloriole (lateinisch nimbus ‚Wolke‘, speziell ‚Stirnbinde‘; ‚Heiligenschein‘; altgriechisch ἅλως hálōs, deutsch ‚Tenne, Rundung, Hof um Sonne oder Mond, Strahlenkreis‘) ist eine Leucht- oder Lichterscheinung um den Kopf oder den ganzen Körper einer Personendarstellung. Unterformen des Nimbus, die den kompletten Körper der Personendarstellung umfassen, sind die kreisförmige „Aureole“ und die mandelförmige Mandorla. Der Nimbus ist in der Kunst ein Symbol für Mächtige, Erleuchtete, Heilige oder Götter. Eine Leucht- oder Lichterscheinung, eine Sonnenkrone oder ein Strahlenkranz (lateinisch: Corona radiata) um den Kopf oder den Körper in Darstellungen besonderer Menschen ist in vielen Kulturen bekannt.

## Darstellung
In der Kunst wird der Nimbus bei heiligen, herrschaftlichen oder göttlichen Figuren in vielfältiger Weise dargestellt. Umgibt er die ganze Gestalt in Kreisform, so heißt er „Aureole“, in Mandelform „Mandorla“. Hinter dem Haupt ist der Glorienschein ein „Nimbus“. Außerdem gab es Maler, die den Nimbus dynamisch mit den Bewegungen des Kopfes in Beziehung setzten. Er wurde leuchtend und strahlend gemalt, als ob er ein Licht aussende (in der Regel weiß, gelb, silbern oder golden). Noch lebende Persönlichkeiten wurden zeitweise mit eckigem Nimbus dargestellt.

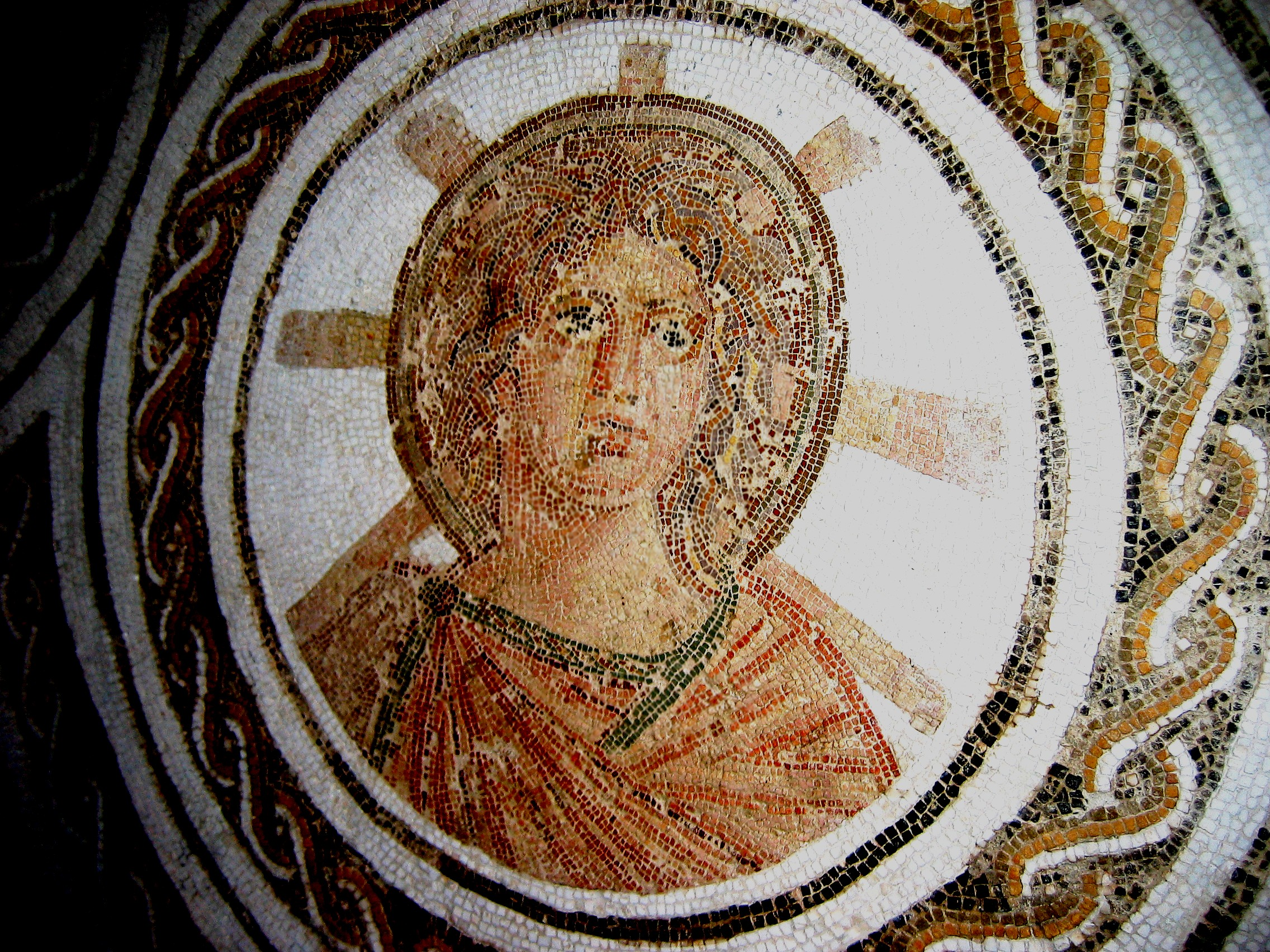
Bodenmosaik, Apollon mit siebenstrahliger Sonnenkrone des Helios, römisch, Tunesien, spätes 2. Jahrhundert
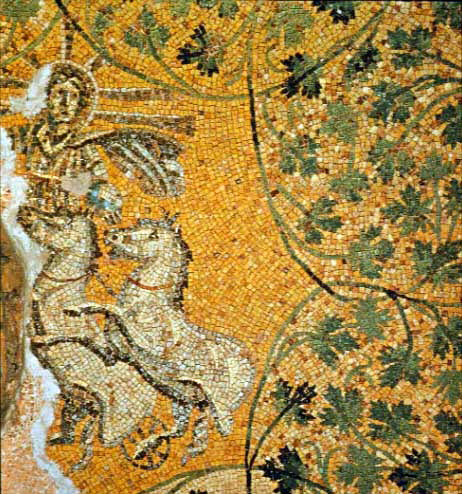
Christus als Sol invictus mit siebenstrahliger Sonnenkrone des Helios im Sonnenwagen, Detail eines Deckenmosaiks in der Vatikanischen Nekropole
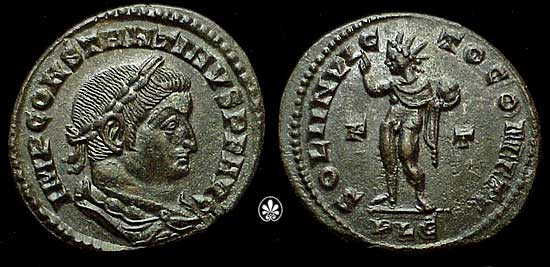
Konstantin der Große (307–337) als Sol invictus. Geprägt ca. 309–310 in Lugdunum. Sol stehend mit dem Gesicht nach rechts, rechte Hand erhoben, den Globus in der linken mit der siebenstrahligen Gloriole des Helios.

## Symbolik

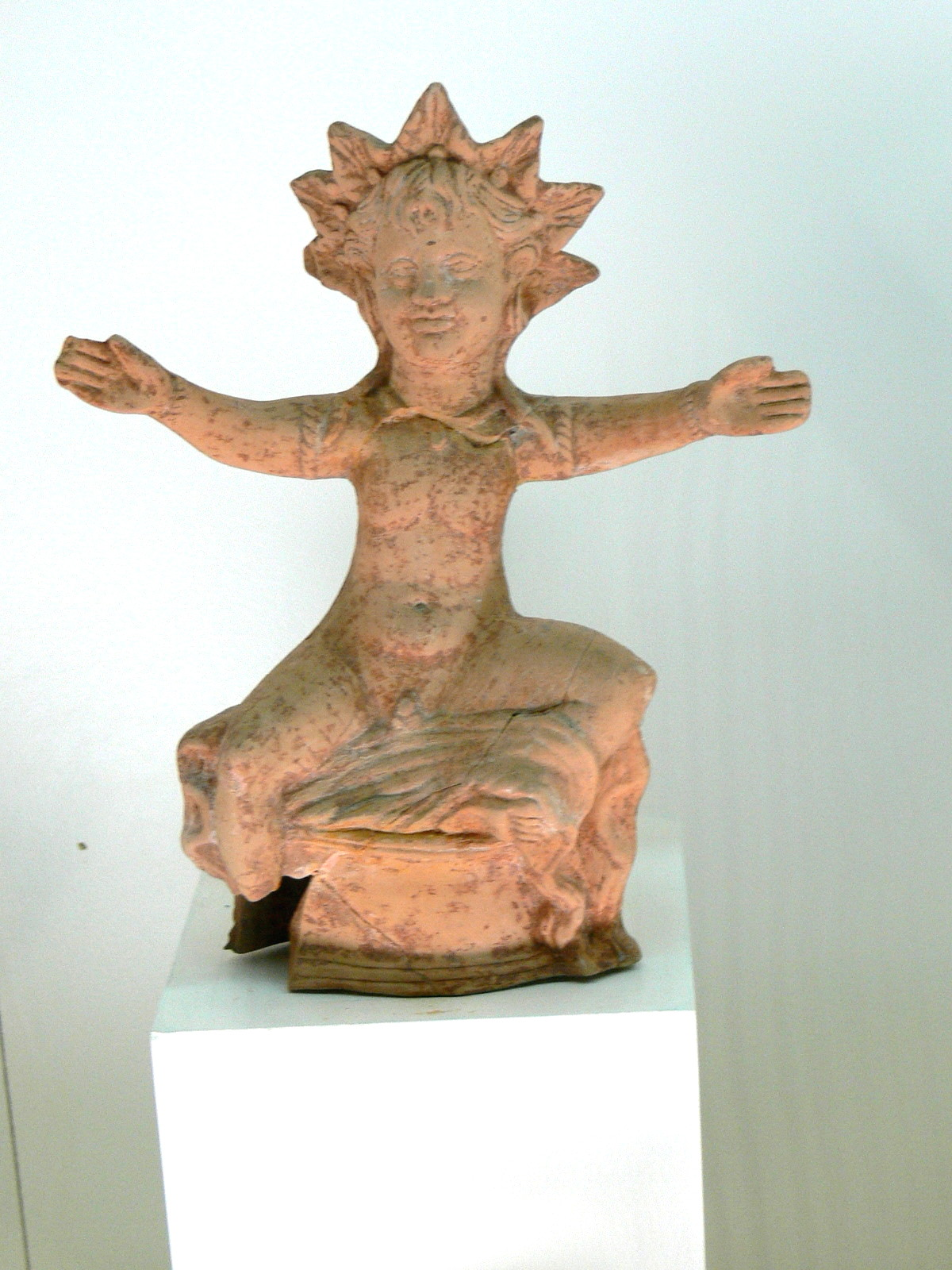
Antike Helios-Statuette mit siebenstrahliger Gloriole, Archäologisches Museum in Antalya

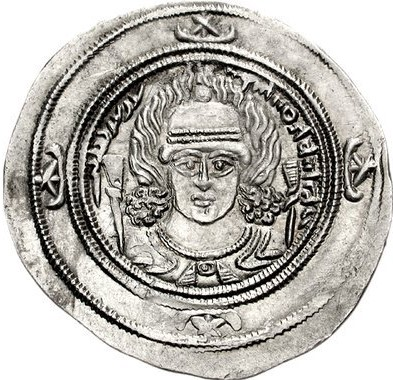
Zoroastrische Göttin Anahita mit Flammennimbus. Münze von Chosrau II.

In der antiken Kunst war der Nimbus ein Zeichen der Macht oder des Göttlichen und wurde so auch den Darstellungen verschiedener Gottheiten gegeben. Vergöttlichte römische Kaiser sind teilweise mit Nimbus auf ihren Münzen abgebildet. Ebenso wurden Sonnengötter wie Mithras und Helios oft mit einem Strahlenschein oder Sonnenkrone um den Kopf abgebildet; hier ist die Aureole offenbar ein Symbol für die strahlende Sonne, die diese Götter sinnbildlich verkörperten. Im Zoroastrismus symbolisiert der Strahlenschein die heilige Flamme (oder das heilige Licht).
In der christlichen Kunst wurde ab dem 2. Jahrhundert die antike Gloriole zuerst dem Gottessohn Jesus Christus und den Päpsten, dann dem dreifaltigen Gott und den Engeln, später der Gottesmutter Maria und letztlich den Heiligen insgesamt gegeben. Dabei ist die Form des Kreuznimbus der göttlichen Dreifaltigkeit aus Gott dem Sohn, Gott dem Vater und Gott dem Heiligen Geist vorbehalten und kennzeichnet diese.
In Übernahme der antiken und der christlichen Symboliken findet sich der Nimbus im Heiligen Römischen Reich des Mittelalters, etwa ziert er den einfachen (römisch-deutscher König) und den Doppeladler (römisch-deutscher Kaiser) – aber auch hier finden sich schon spät-oströmische Darstellungen des nimbierten Adlers (siehe Locumtenenstaler und Lichttaler). So wurde der Nimbus im Laufe der Zeit das Begleitzeichen bei Darstellungen von Göttern oder höheren Wesen. Das Wort Nimbus wird gern als sprachliches Bild verwendet, ohne dass damit die bildliche Vorstellung verbunden ist.
Manche Formen der christlichen Mystik haben aus der Verklärung Jesu auf dem Berg Tabor, wie sie im Neuen Testament erzählt und von den Aposteln Petrus, Jakobus und Johannes beobachtet wird, die besondere Lehre des Taborlichts entwickelt.

## Beispiele

### Buddhismus
Die ersten Kopfaureolen finden sich in der buddhistischen Kunst des 1. oder 2. Jahrhunderts. Vor allem ist die unter hellenistischem Einfluss stehende Kunst Gandharas zu nennen.

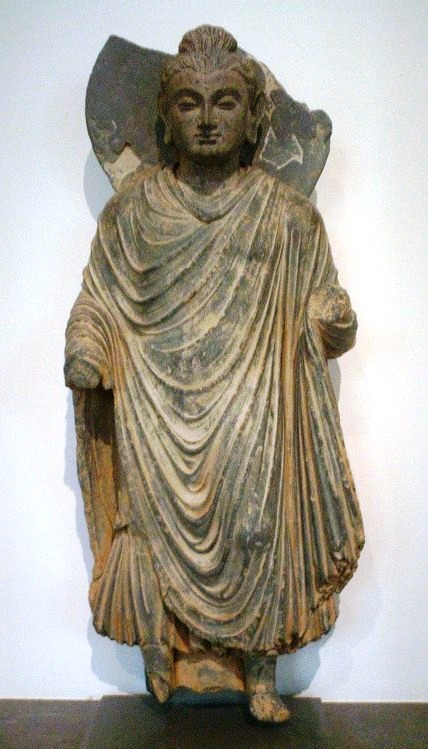
Buddha-Statue mit Nimbus, 1./2. Jh., Gandhara (Afghanistan)
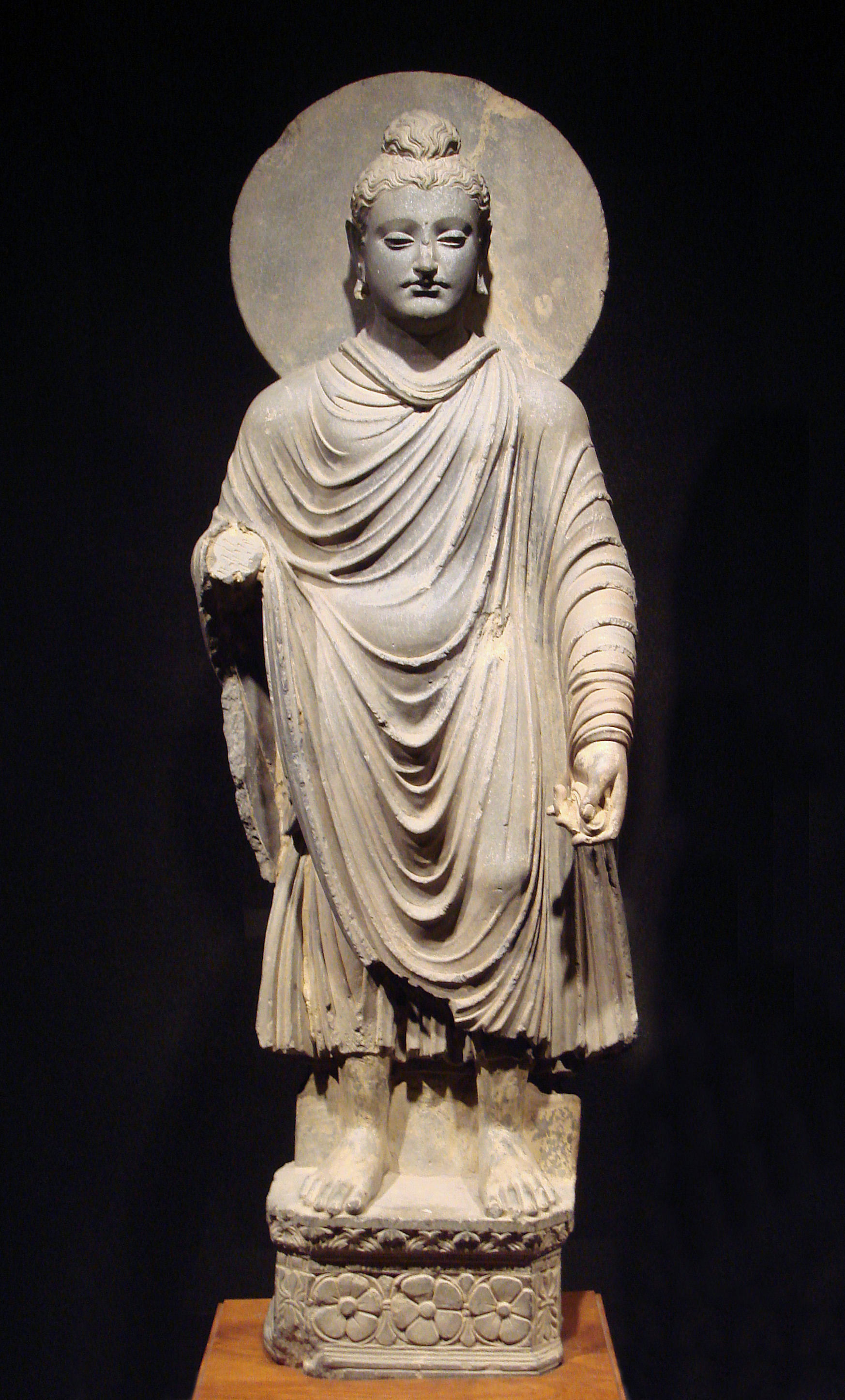
dto.
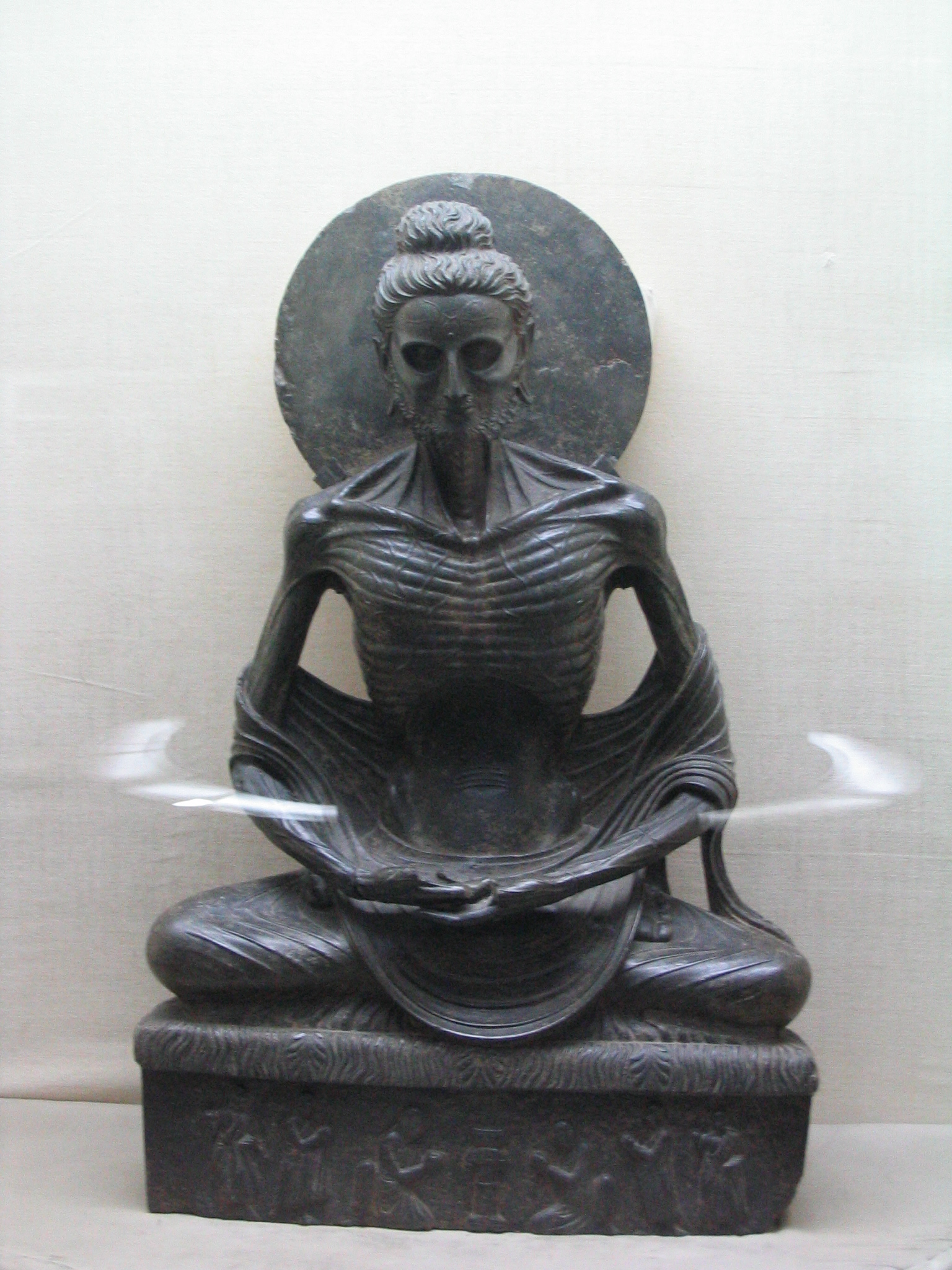
Buddha in Askese, Taxila, 2./3. Jh.
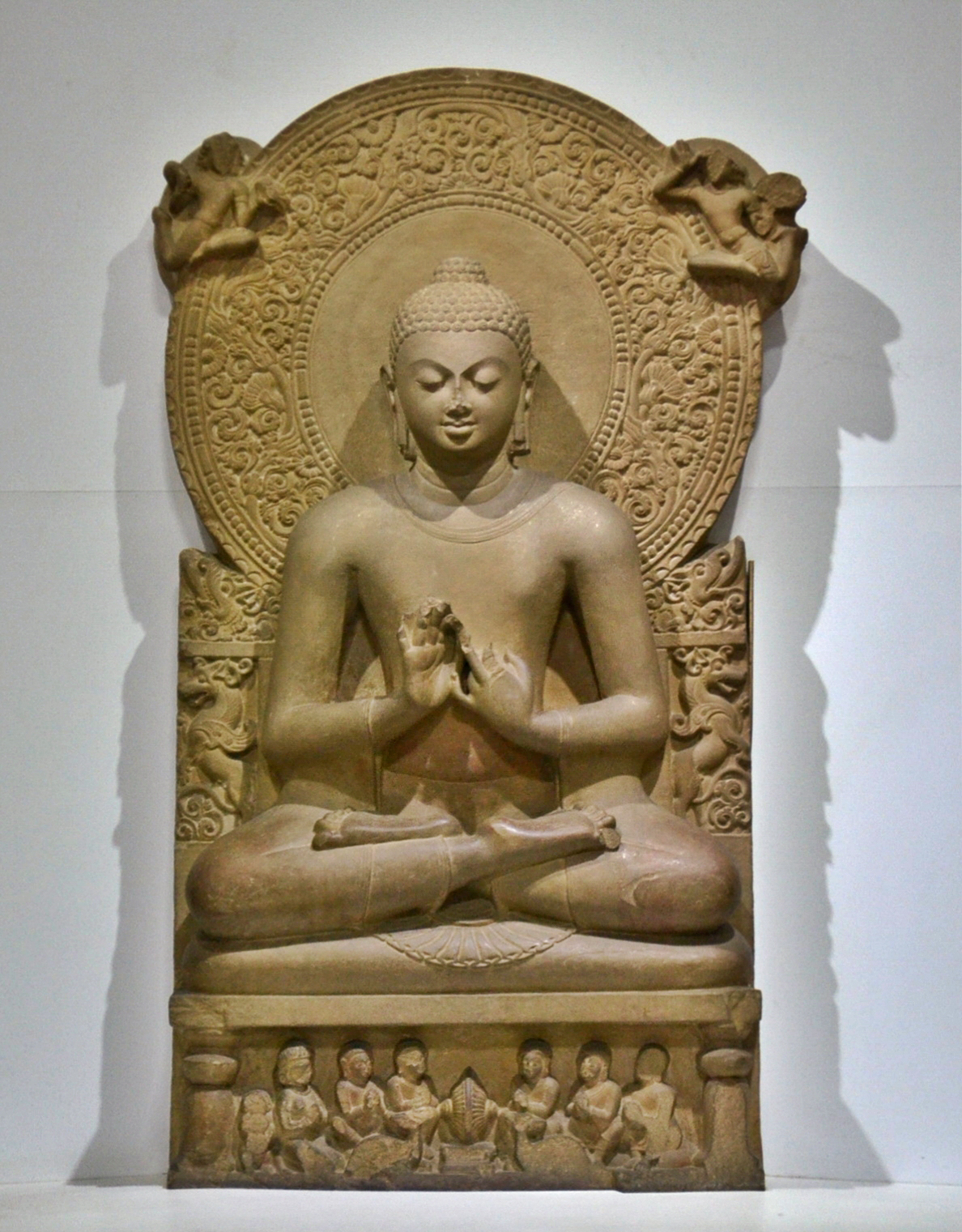
Buddha mit Nimbus, 5./6. Jh., Sarnath Museum
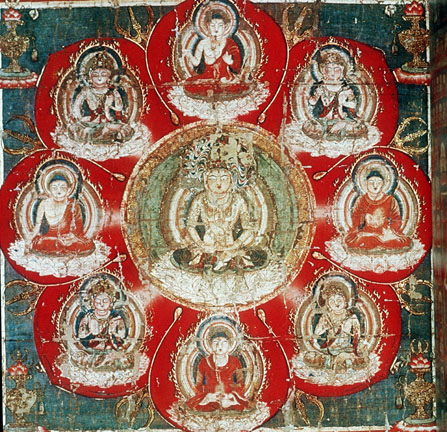
Fünf Buddhas der Weisheit, Mandala in Taizokai, Japan

### Christentum
In der christlichen Ikonographie verkleinerte sich der Umfang des Heiligenscheins mit der Zeit, bis der Nimbus nur noch als Kreisscheibe, als System von mehreren konzentrischen Kreisen oder als Ring dargestellt wurde, der sich hinter oder über dem Kopf der Figur befindet. Im Unterschied zum Nimbus der Heiligen wird der Heiligenschein Jesu Christi oft etwas anders dargestellt, vor allem auf Ikonen.

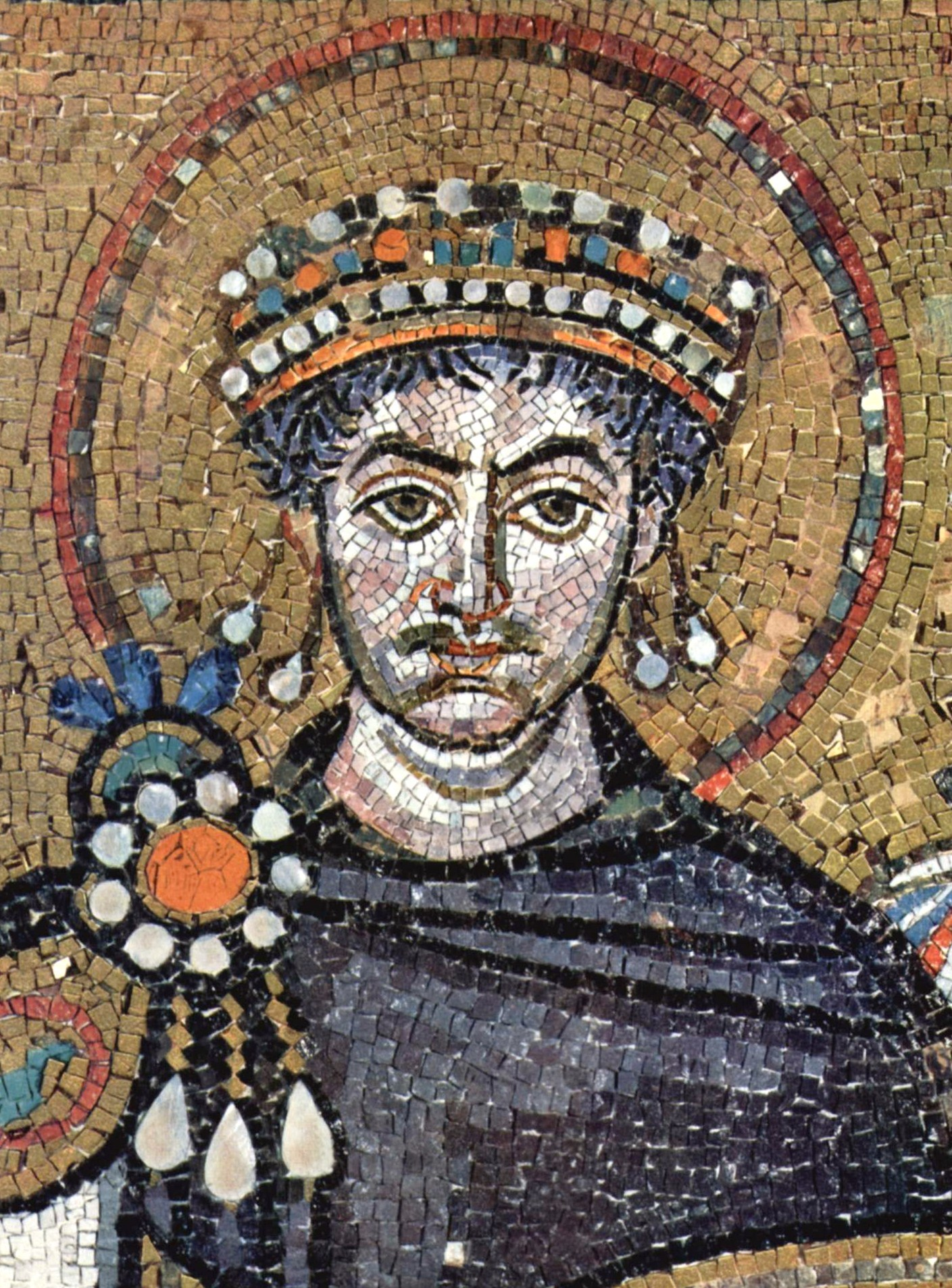
Justinian I., Mosaikdetail aus der Kirche San Vitale in Ravenna
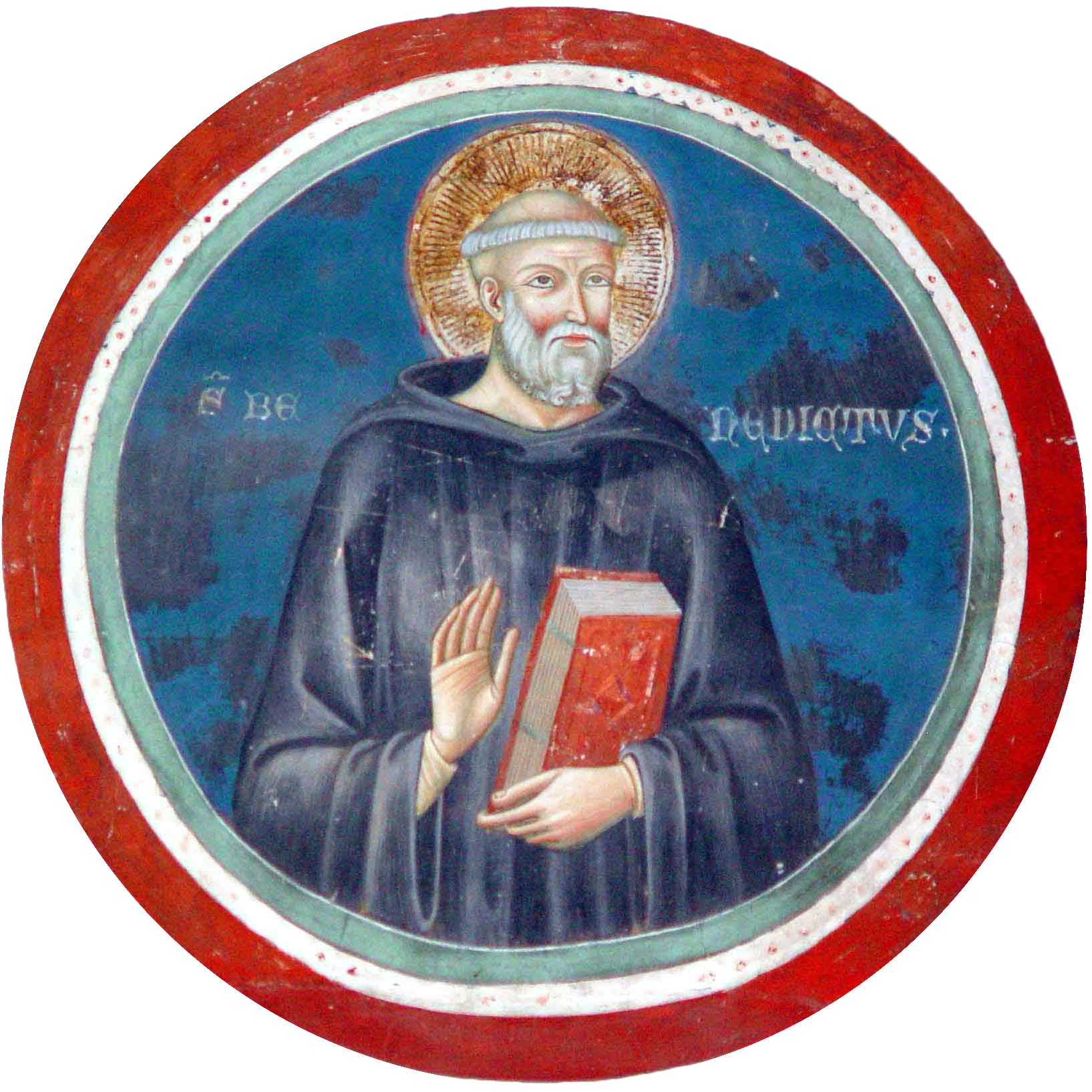
Benedikt von Nursia, Fresko im Kloster von Subiaco, Umbrien, Italien, ca. 550.
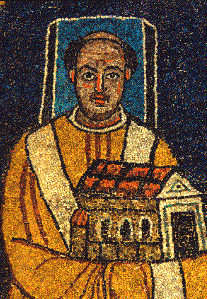
Papst Paschalis I. mit eckigem Heiligenschein, der ihn als zur Zeit des Bildnisses noch lebende Person ausweist. Auf einem Mosaik der Basilika Santa Prassede, 9. Jh.
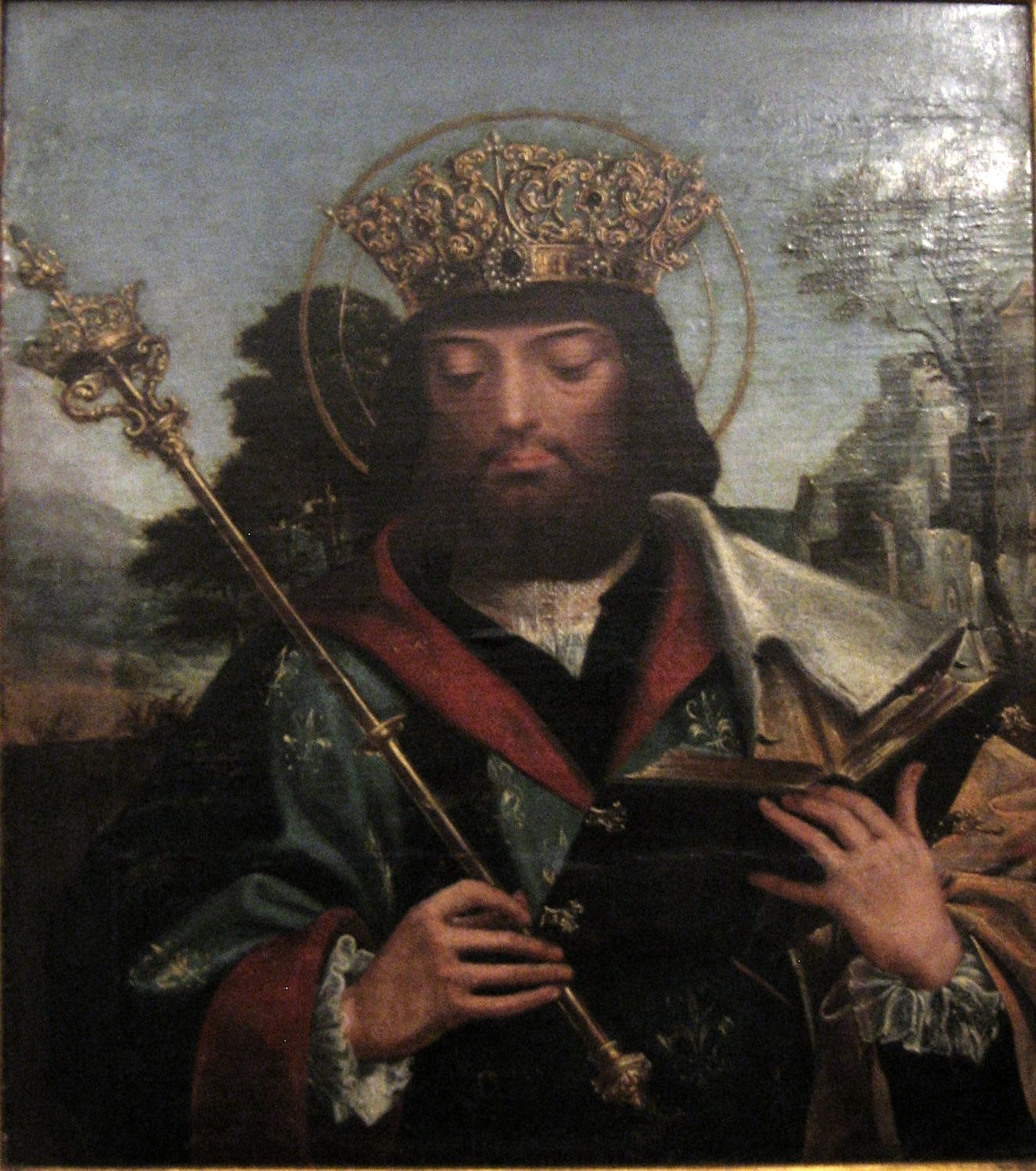
Ludwig IX. von Frankreich Anführer zweier Kreuzzüge, 16. Jh. Runa, Portugal.
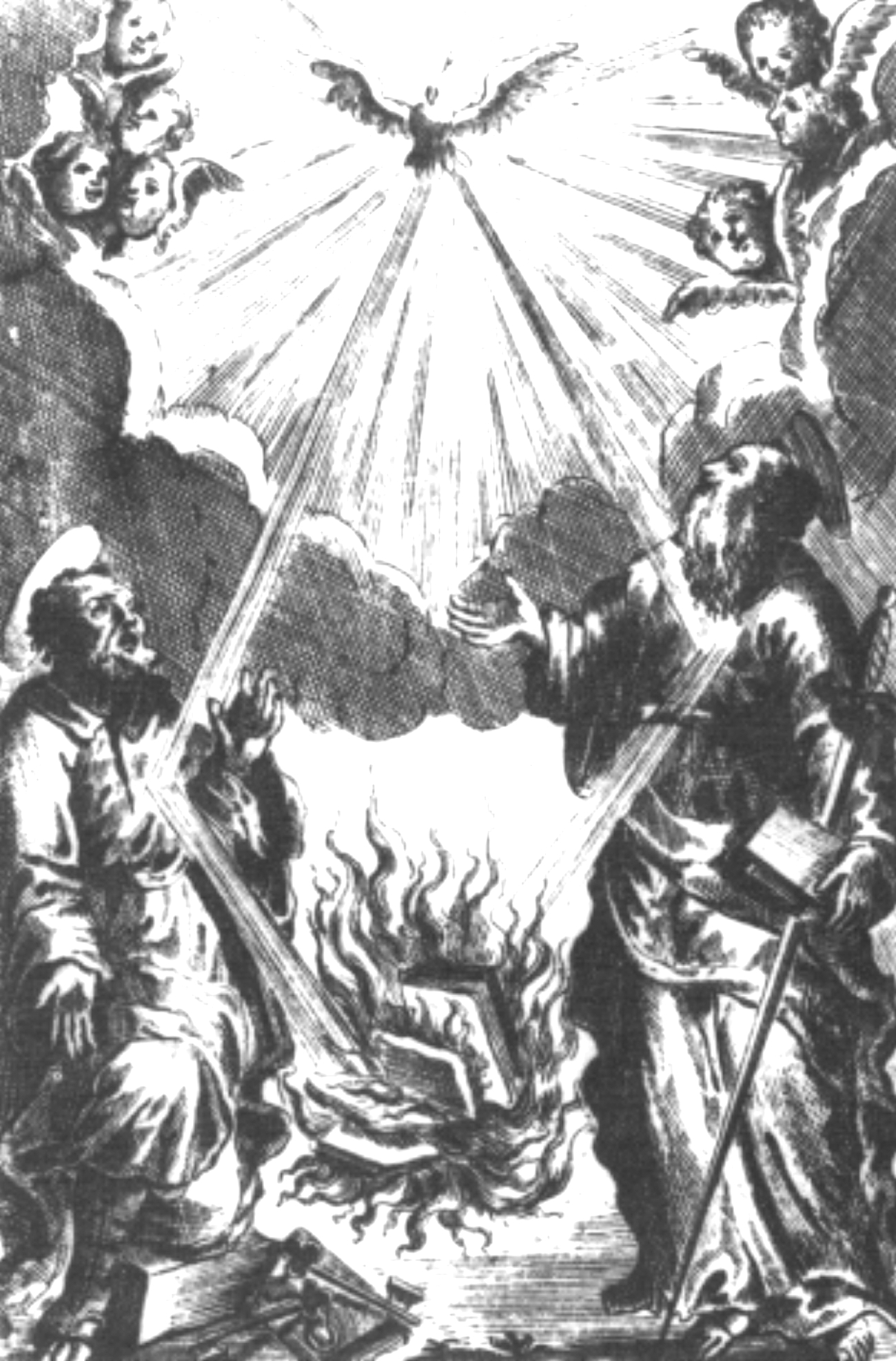
Titelblatt zum Index Librorum Prohibitorum, Kupferstich von 1711
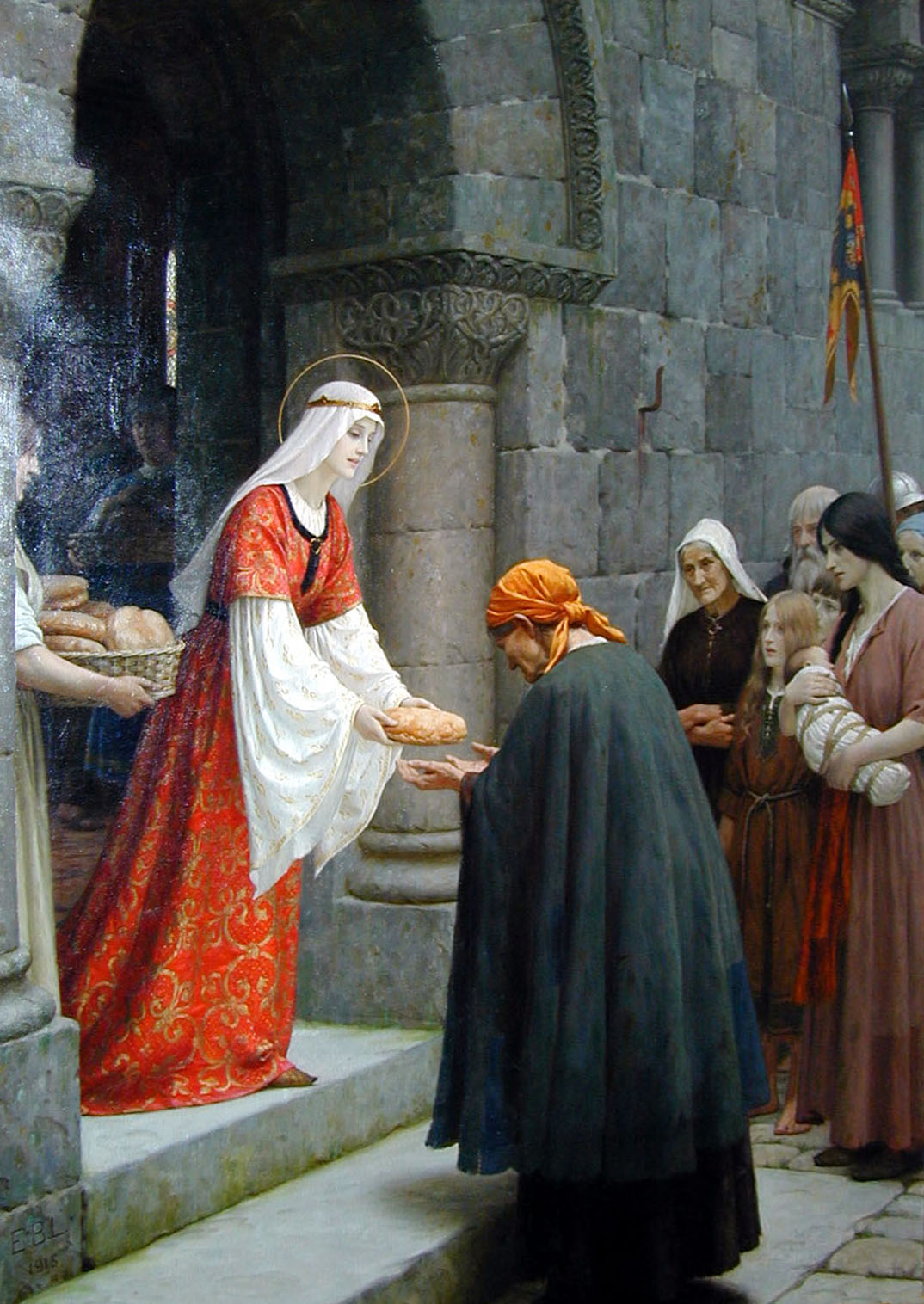
Elisabeth von Thüringen, Malerei von Edmund Blair Leighton, 1895.
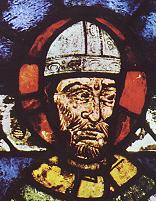
Thomas Becket, englischer Lordkanzler, Glasmalerei von Samuel Caldwell Jr., Canterbury-Kathedrale, 1919.
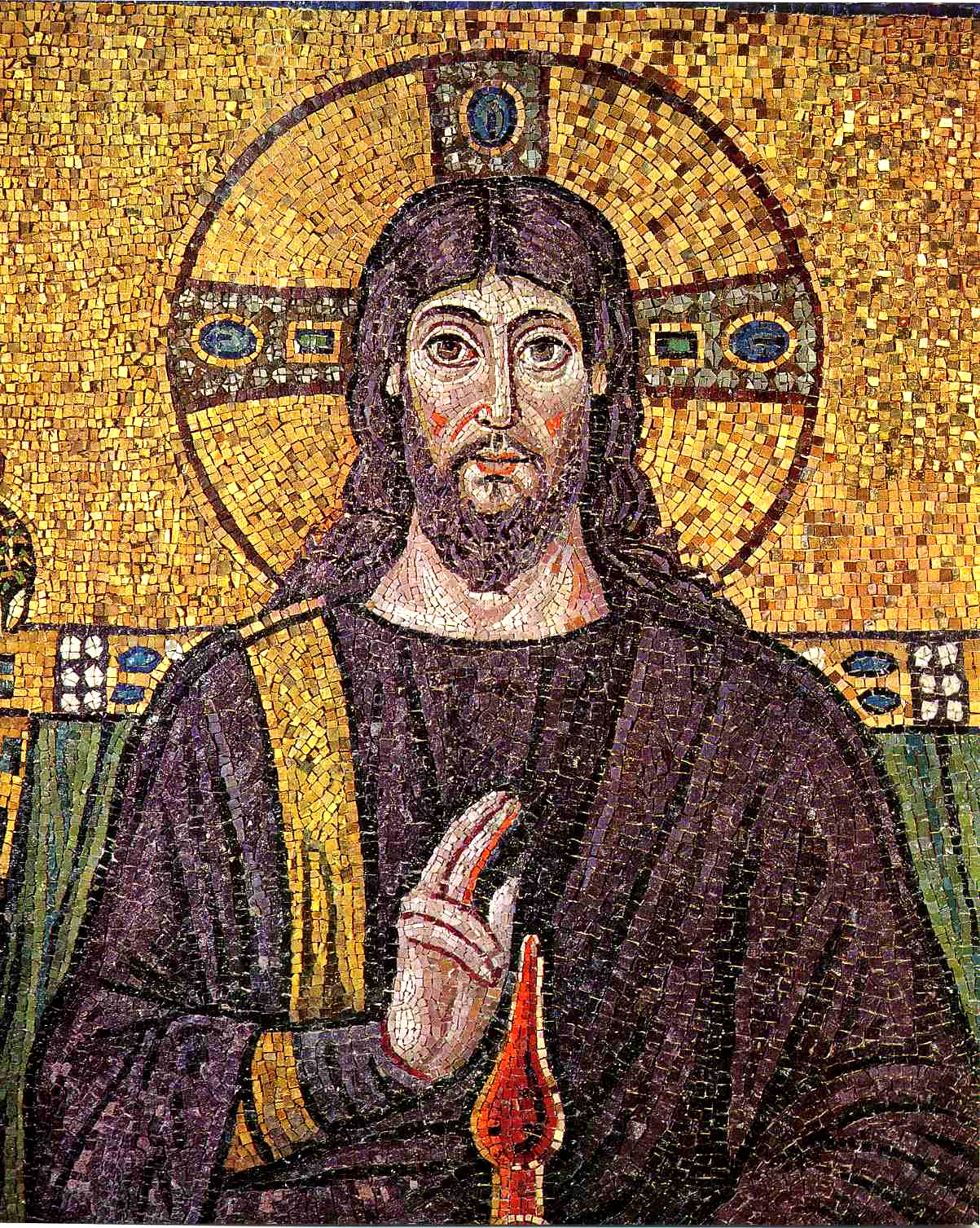
Mosaik aus dem 6. Jahrhundert, das Christus mit Kreuznimbus zeigt.
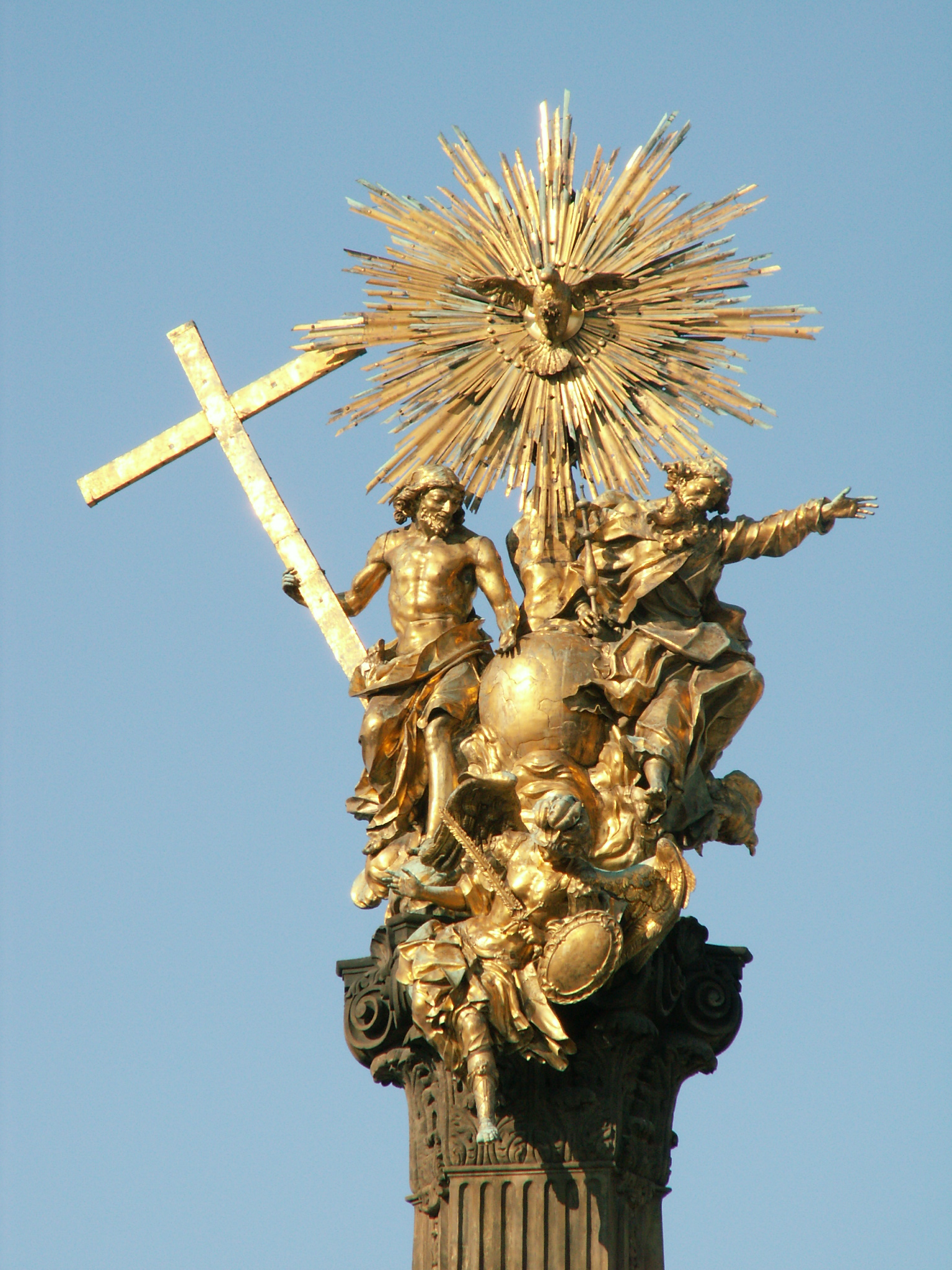
Barocksäule der Heiligen Dreifaltigkeit mit Kreuz und Aureole auf dem Erdapfel, Olmütz, Tschechische Republik, 1716–1754.
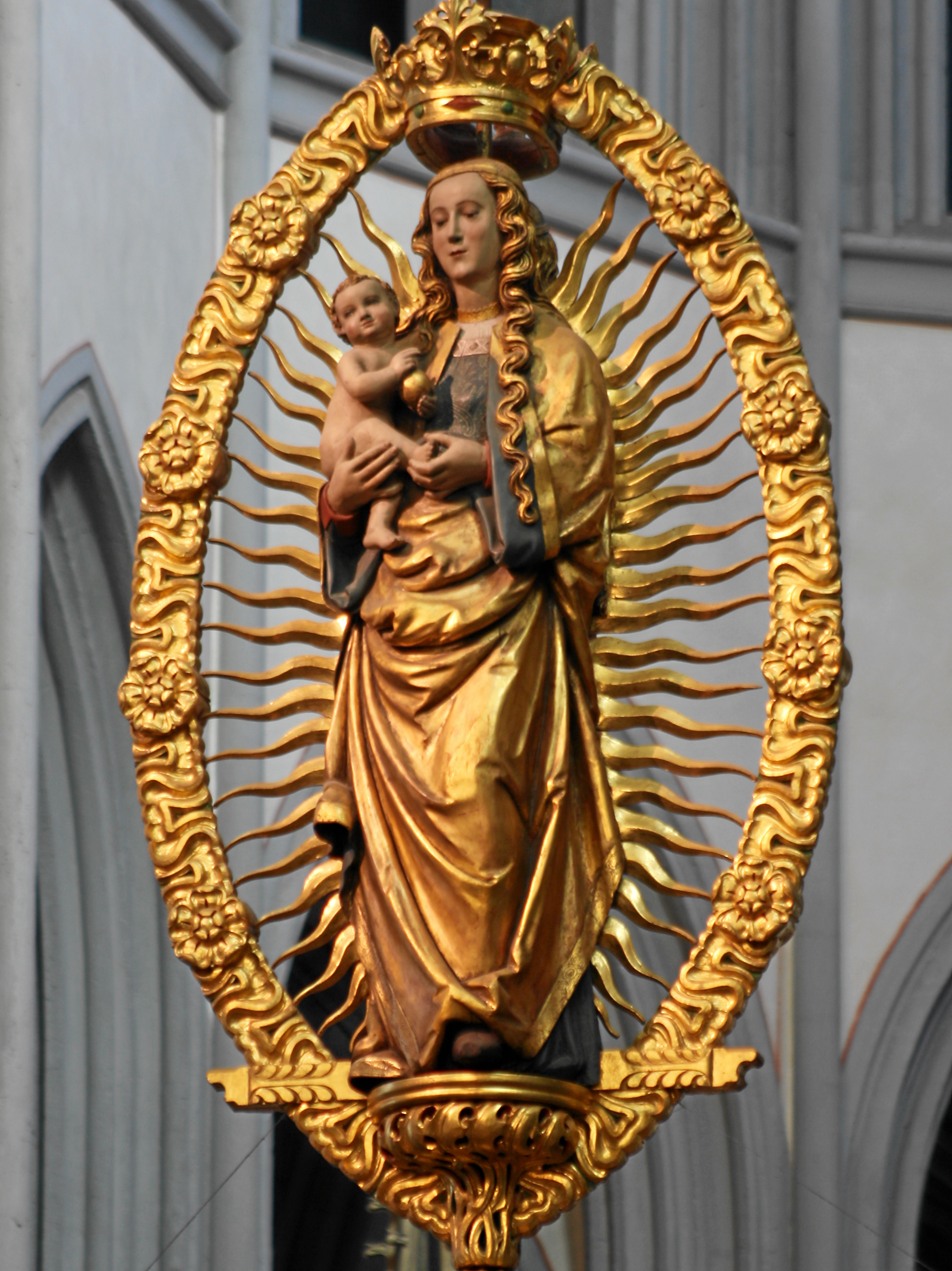
Strahlenkranz-Madonna im Altenberger Dom (um 1530).
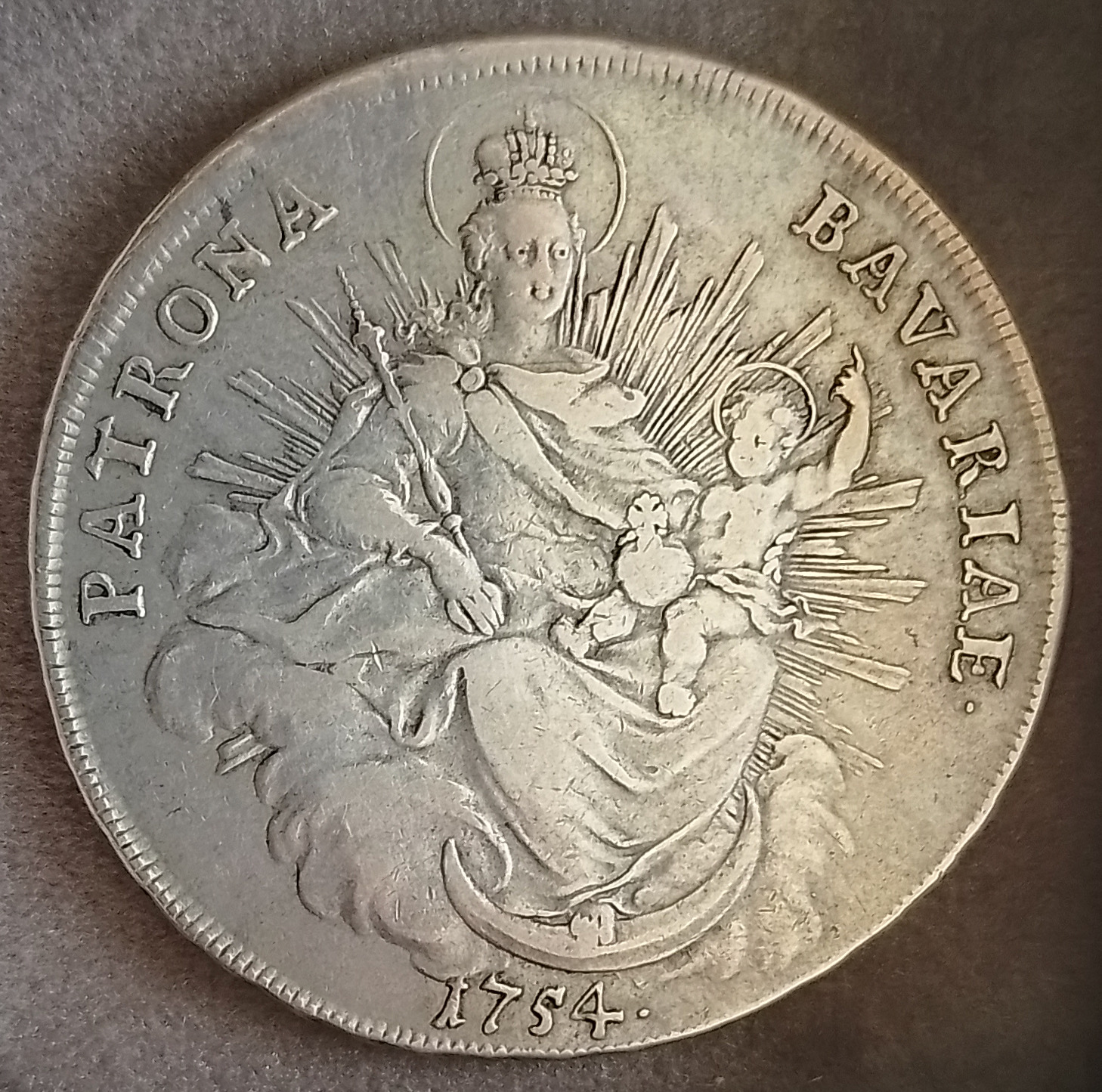
Madonnentaler: Die Gottesmutter mit Heiligenschein im Strahlenkranz auf einer bayerischen Silbermünze von 1754

### Islam
Im schiitischen Islam wird vor allem Ali ibn Abi Talib mit Nimbus dargestellt. Ab 1580 wurde die Nimbus-Darstellung vielfach in der Indischen Mogulmalerei für bedeutende Persönlichkeiten und Herrscher des Mogulreiches verwendet. Auch Yusef und Zueleikha (Josef und Potifars Frau) wurden mit Heiligenschein als Hinweise auf ihren gehobenen Stand dargestellt.

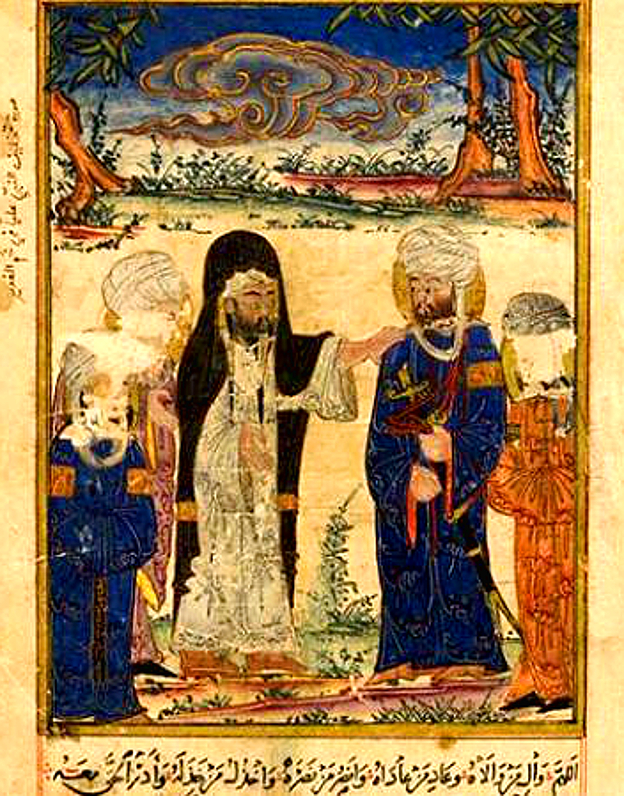
ilchanidische Manuskriptillustration, das die Amtseinsetzung von Ali ibn Abi Talib (vorne rechts mit Nimbus) am Ghadir Khumm darstellt.
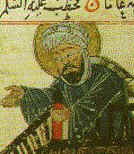
Mittelalterliche Bilddarstellung Mohammeds mit Nimbus.
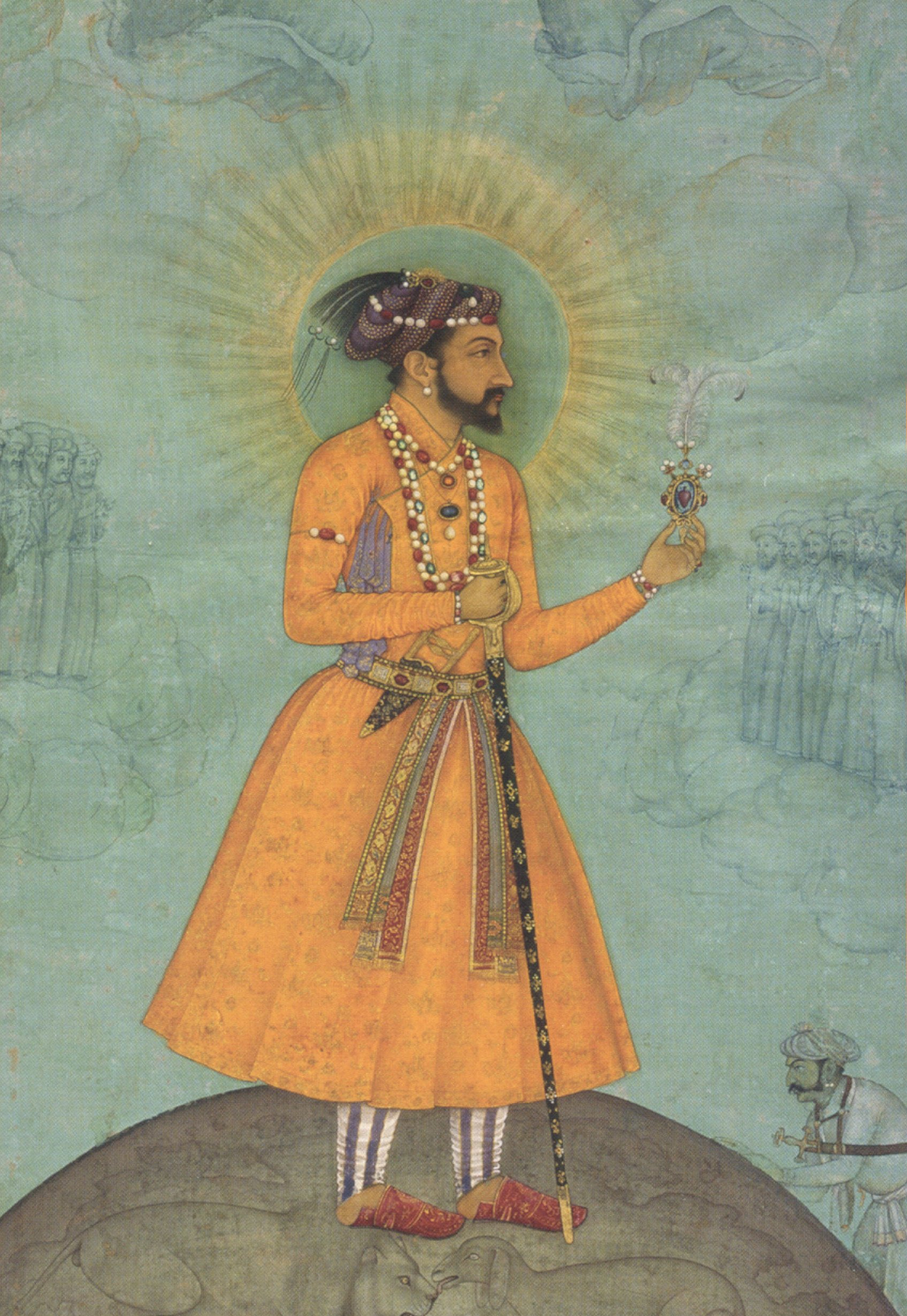
Mogulherrscher Shah Jahan ca. 1630
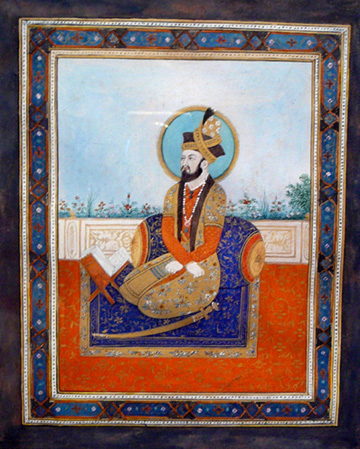
Mogulherrscher Humayun (ca. 1700)
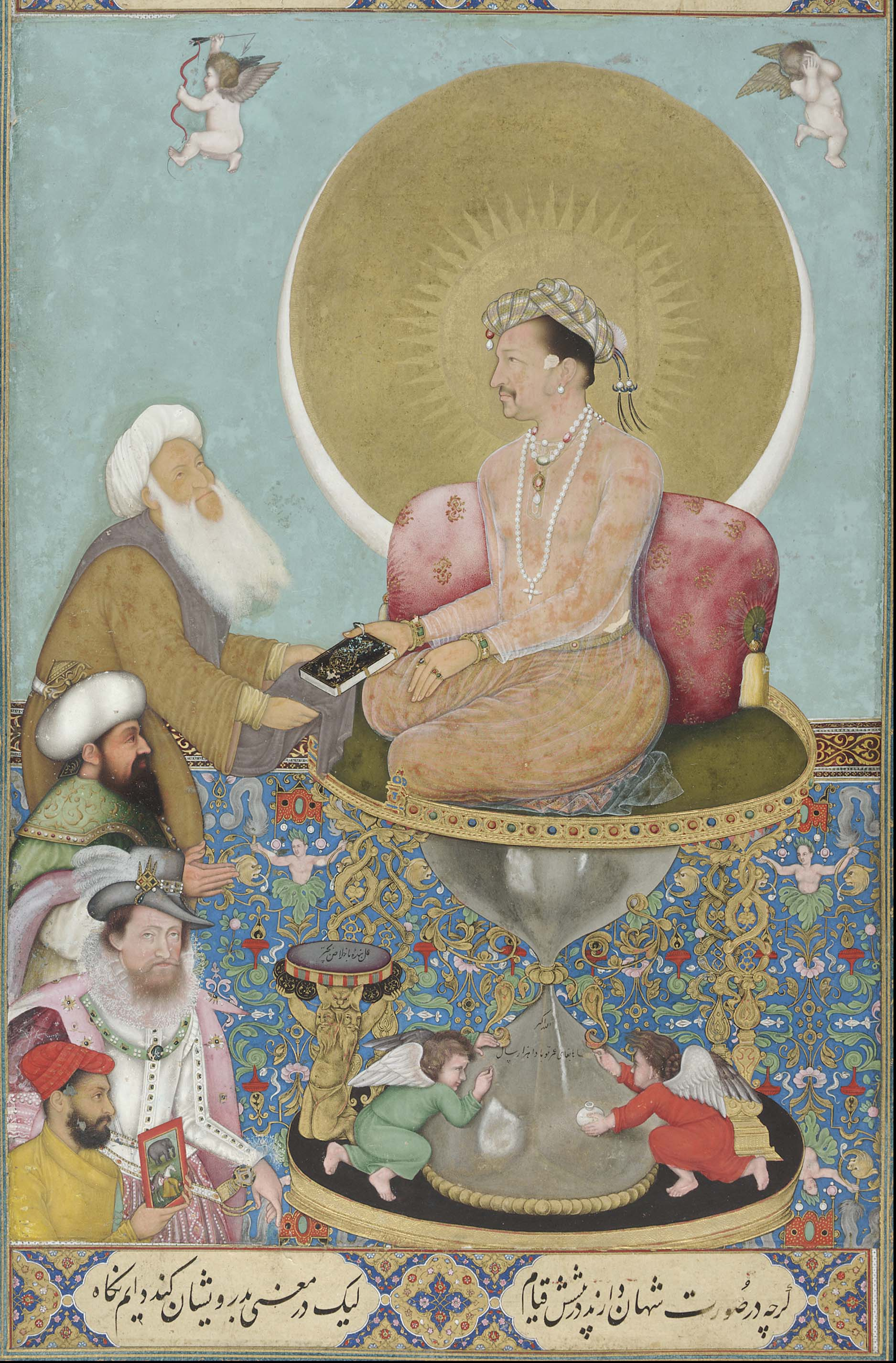
Mogulherrscher Jahangir mit einem Sufi-Scheich
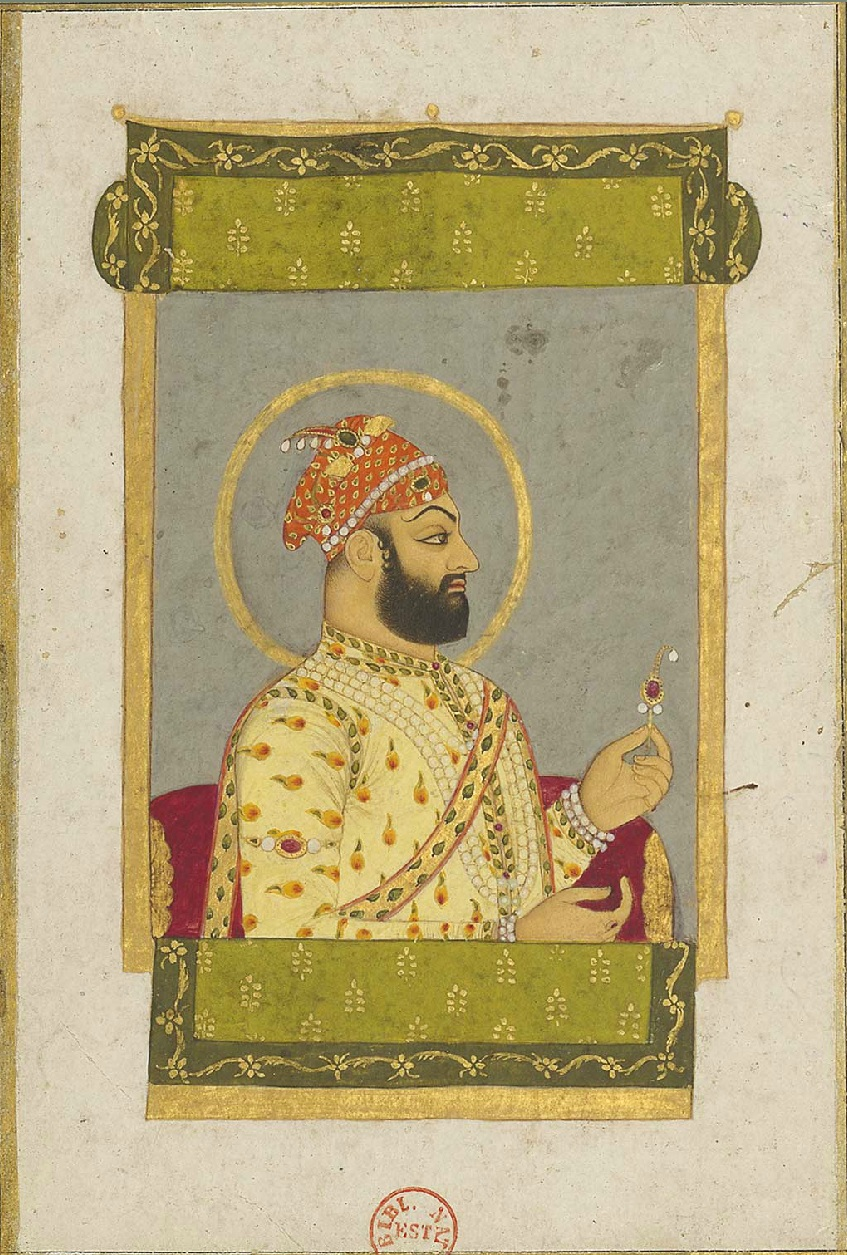
Mogulherrscher Farrukhsiyar ca. 1715–1719